# جيرالد ميركن
جيرالد ميركن (بالألمانية: Gerald Mörken)‏ (مواليد 2 نوفمبر 1959) هو سبّاح ألماني، مثّل بلاده في الألعاب الأولمبية الصيفية 1984.

## روابط خارجية
جيرالد ميركن على موقع SwimRankings.net (الإنجليزية)
- جيرالد ميركن على موقع أوليمبيديا (الإنجليزية)